# 布爾林斯科耶湖
布爾林斯科耶湖（俄语：Бурлинское озеро），是俄羅斯的鹹水湖，位於該國南部，阿爾泰邊疆區西北部，處於庫倫達平原西部，面積31.3平方公里，海拔高度85公尺，平均水深1公尺，最大水深2.5公尺。
最近有人居住的地方是位於東北湖岸的布爾索爾和東南17公里的斯拉夫哥羅德 。西岸位於哈薩克斯坦—俄羅斯邊界以東18公里處。布爾林斯科耶湖是一個旅遊景點，因為它的水域呈季節性的粉紅色。

## 歷史
自1762年以來，該湖一直在開採食鹽 。鹵水密度1.202，氯化鈉含量 21.8%，鹵水量3431.1萬m³。
在蘇聯時期，為了方便鹽的開採，從東部的布爾索爾到湖中部修建了一條小型鐵路。鐵軌幾乎不會露出湖面。湖鹽開採於1998年中斷，但在2010年恢復。

|  |

## 地理
位於西西伯利亞平原的庫倫達平原。湖岸北、西、南三面是陡峭的3公尺至5公尺高的懸崖狀河岸，但東側是平坦的沼澤地。湖的粉紅色是季節性的，春天時不時有小溪流入湖中，使水變綠，使湖水水位上升。